# I Break Horses
I Break Horses är en svensk indiepopgrupp från Stockholm. Deras debutalbum Hearts spelades in under tre år och släpptes 2011 av Bella Union.

## Diskografi

### Studioalbum
- 2011 - Hearts
- 2014 - Chiaroscuro
- 2020 - Warnings

### Singlar
- 2011 – "Winter Beats"
- 2011 – "Hearts"